# Condado de Wilkin
El condado de Wilkin (en inglés: Wilkin County), fundado en 1869 y con su nombre en honor al coronel Alexander Wilkin, es un condado del estado estadounidense de Minnesota. En el año 2000 tenía una población de 7.130 habitantes con una densidad de población de 4 personas por km². La sede del condado es Breckenridge.

## Geografía
Según la oficina del censo el condado tiene una superficie total de 1947 km² (751,7 mi²), de los que 1946 km² (751,4 mi²) son tierra y 1 km² (0,4 mi²) (0,03%) son agua. 

### Condados adyacentes
- Condado de Clay - norte
- Condado de Otter Tail - este
- Condado de Grant - sureste
- Condado de Traverse - sur
- Condado de Richland - suroeste
- Condado de Cass - noroeste

### Principales carreteras y autopistas
- Interestatal 94
- U.S. Autopista 52
- U.S. Autopista 75
- Carretera estatal 9
- Carretera estatal 55
- Carretera estatal 108
- Carretera estatal 210

## Demografía
Según el censo del 2000 la renta per cápita media de los habitantes del condado era de 38.093 dólares y el ingreso medio de una familia era de 46.220 dólares. En el año 2000 los hombres tenían unos ingresos anuales 31.273 dólares frente a los 20.925 dólares que percibían las mujeres. El ingreso por habitante era de 16.873 dólares y alrededor de un 8,1%% de la población estaba bajo el umbral de pobreza nacional.

## Ciudades y pueblos
- Breckenridge
- Campbell
- Doran
- Foxhome
- Kent
- Nashua
- Rothsay
- Tenney
- Wolverton

### Comunidades no incorporadas
- Lawndale